# Episodi di Good Witch (sesta stagione)
La sesta stagione della serie televisiva Good Witch, composta da 10 episodi, è stata trasmessa in prima visione negli Stati Uniti su Hallmark Channel dal 3 maggio al 5 luglio 2020.
In Italia la stagione è stata trasmessa in prima visione assoluta su Rai 2 dal 25 dicembre 2020 all'8 gennaio 2021.
| n° | Titolo originale | Titolo italiano | Prima TV USA   | Prima TV Italia  |
| -- | ---------------- | --------------- | -------------- | ---------------- |
| 1  | The Anniversary  | L'anniversario  | 3 maggio 2020  | 25 dicembre 2020 |
| 2  | The Chili        | Il chili        | 10 maggio 2020 | 28 dicembre 2020 |
| 3  | The Clock        | L'orologio      | 17 maggio 2020 | 29 dicembre 2020 |
| 4  | The Dinner       | La cena         | 24 maggio 2020 | 30 dicembre 2020 |
| 5  | The Mandala      | Il Mandala      | 31 maggio 2020 | 31 dicembre 2020 |
| 6  | The Dream        | Il sogno        | 7 giugno 2020  | 1º gennaio 2021  |
| 7  | The Tableau      | Il tableau      | 14 giugno 2020 | 4 gennaio 2021   |
| 8  | The Chocolates   | La ricetta      | 21 giugno 2020 | 5 gennaio 2021   |
| 9  | The Loft         | Il loft         | 28 giugno 2020 | 7 gennaio 2021   |
| 10 | The Bird         | La colomba      | 5 luglio 2020  | 8 gennaio 2021   |

## L'anniversario
- Titolo originale:The Anniversary
- Diretto da: Stefan Scaini
- Scritto da: Darin Goldberg

### Trama
Cassie fa a Sam il regalo perfetto per l'anniversario, causandogli l'ansia di farlo in natura. Martha e Dotty Davenport si contendono la villa del nuovo sindaco. Stephanie discute con il suo socio in affari sul loro camion di cibo. Abigail e Donovan scoprono dettagli sulle maledizioni delle rispettive famiglie. Joy, una nuova ospite della Grey House, non rivelerà a Cassie il motivo della sua visita a Middleton, che sembra ruotare attorno ai Merriwick.
- Ascolti Italia: telespettatori 904.000 – share 5,40%[3]

## Il chili
- Titolo originale: The Chili
- Diretto da: Stefan Scaini
- Scritto da: Vincent Pagano

### Trama
Cassie aiuta Joy a celebrare il compleanno di sua madre piantando un albero. Le due trovano una capsula del tempo che Cassie e Grace hanno seppellito qualche anno prima. Joy è determinata a saperne di più, all'interno trovano un rullino che fanno sviluppare a George e un disegno dell'albero genealogico della famiglia fatta da Grace. Dal rullino creano diverse foto di Cassie con i suoi genitori, scattate da sua madre quando aveva 7 anni. L'ultima foto mostra Cassie che si tiene per mano con la sua seconda cugina Julia (la madre di Joy), così Cassie scopre che Joy è una Merriwick. Nel frattempo, Sam, Donovan e George si stanno preparando per partecipare al concorso della migliore salsa di chili, Martha è costretta da Tom a iniziare a lavorare su una passerella pedonale a cui è contraria, e il padre di Abigail porta la sua fidanzata per conoscere e avere la benedizione di Abigail.
- Ascolti Italia: telespettatori 810.000 – share 5,30%[4]

## L'orologio
- Titolo originale: The Clock
- Diretto da: Don McCutcheon
- Scritto da: Erinne Dobson

### Trama
Cassie e Abigail accolgono Joy nella famiglia, anche se sapevano che era una Merriwick sin dal suo arrivo e Cassie è scettica riguardo a sua cugina. Un orologio attira l'attenzione di Martha e Joy, ma quando viene venduto a un'altra persona di nome Carter in una vendita di proprietà, Joy lo sfida a una partita a freccette. Cassie usa la sua intuizione (facendo cadere apposta il dardo che ha colpito il bersaglio) per far perdere a Joy il suo camion a Carter. Cassie fa capire a Joy che non dovrebbe uscire da sola, ma riprende il suo camion. Nel frattempo, Stephanie riceve una visita a sorpresa dall'ex marito Wes, che fa sentire Adam a disagio; Martha è spronata dal suo amico editore a scrivere un libro; Sam aiuta due pazienti, che una volta erano sposati, a riconciliarsi, mentre scopre che l'orologio che Cassie gli ha dato apparteneva effettivamente alla coppia e glielo restituisce; George trascorre del tempo con un compagno veterano dell'Air Force che è in visita e sta cercando un donatore di reni. George si offre volontariamente. Abigail aiuta con il discorso della campagna elettorale di Donovan trovando una canzone del suo passato.
- Ascolti Italia: telespettatori 678.000 – share 4,90%[5]

## La cena
- Titolo originale: The Dinner
- Diretto da: Don McCutcheon
- Scritto da: Cole Bastedo

### Trama
Le cugine si stanno preparando a celebrare l'introduzione di Joy nella famiglia. Una candela esaudirà i loro desideri e i loro sogni diventeranno realtà. Scoprono una candela spenta da un altro Merriwick, che rivelerà un messaggio per i cugini. Mentre Cassie attira Sam con una vacanza da sogno in Francia, il sogno di Abigail di andare in Italia ha spinto Donovan a credere che potesse essere legato alla maledizione; Martha ha la possibilità di mettere alla prova le sue capacità di scrittura come editorialista e allo stesso tempo assume Carter come capo falegname della villa, cosa che sorprende Joy; Stephanie viene a sapere che Wes rimarrà a Middleton per la vendita della capanna, Adam smorza la preoccupazione che Stephanie possa ancora provare dei sentimenti per il suo ex. La cena per le coppie vede Martha tentare di capire quale coppia vedrà i loro cuori spezzati dopo aver letto una lettera; e Nick scopre che potrebbe fallire con la fisica e lo nasconde a Sam. Mentre le coppie fanno un brindisi durante il successo della cena, Adam perde la sensibilità alla sua mano destra.
- Ascolti Italia: telespettatori 283.000 – share 2,00%[6]

## Il Mandala
- Titolo originale: The Mandala
- Diretto da: Annie Bradley
- Scritto da: Darin Goldberg

### Trama
Joy e Abigail scoprono un indizio che potrebbe spezzare la maledizione mentre si mostra la crepa nel cuore di rubino. Adam viene a sapere da Sam che ha un tumore e potrebbe richiedere un intervento chirurgico. Sam è preoccupato ma Stephanie cerca di supportarlo. A Cassie viene offerto un lavoro per insegnare il francese. Usa la sua esperienza e conoscenza nei mandala per conquistare studenti e un professore scettico su Cassie come insegnante. Joy aiuta Carter ad avere un bell'aspetto per la sua cena con la sua ragazza. La cena si rivela pessima visto che i due rompono il fidanzamento; si rende conto che Joy gli ha fatto un favore. Martha non vede l'ora di passare del tempo con suo figlio Dylan e la moglie Claire, che è in attesa, ma questo legame tra madre e nuora è iniziato male e Cassie fa guardare. Abigail e Donovan sono bloccati in una stazione ferroviaria abbandonata, dove scoprono un altro indizio della maledizione legata al luogo, che ha spinto i due a trovare un monocolo nascosto nella torre dell'orologio di Middleton che porta a una serie di lettere incise su una statua.
- Ascolti Italia: telespettatori 863.000 – share 5,60%[7]

## Il sogno
- Titolo originale: The Dream
- Diretto da: Annie Bradley
- Scritto da: Vincent Pagano

### Trama
Sam è preoccupato per l'intervento chirurgico per rimuovere il tumore di Adam poiché non è sicuro che riprenderà il funzionamento, ma grazie a Stephanie che crede in Adam, la sua mano destra riacquista sensibilità. Martha vuole che le cose vadano bene per gemellarsi con una città francese e conta su George per aiutare a far sentire a casa gli ospiti. George trova anche molto interessante un'infermiera di nome Samantha ed è ansioso di chiederle di uscire; Joy dice a Cassie che un sogno che aveva fatto porta Abigail e Donovan a lasciarsi e poco dopo il dissenso tra i due inizia come previsto, portando Joy e Abigail a credere che una fase lunare, che si verificherà presto, potrebbe influenzare tutto. Cassie crede che solo un viaggiatore della stessa famiglia che ha creato la maledizione potrebbe spezzarla. Il cuore di rubino si spezza ulteriormente e Abigail e Donovan sono costretti a separarsi; Cassie dà a un paio di studenti una lezione su come conoscersi. Sam e Stephanie eseguono "You've Got a Friend".
- Ascolti Italia: telespettatori 891.000 – share 4,90%[8]

## Il tableau
- Titolo originale: The Tableau
- Diretto da: Alison Reid
- Scritto da: Erinne Dobson e Elysse Applebaum

### Trama
Una serie di ritratti creati da Nathaniel Merriwick oltre 200 anni fa dà a Martha l'idea di ricreare uno dei tableau che rappresenta i discendenti dei Merriwick per un evento. Mentre Cassie lascia una cassa per Abigail, le cugine scoprono un dipinto appartenente a un'altra persona, Priscilla Connelly, che era sposata con un Davenport. Dottie alla fine seppellisce l'ascia di guerra con Abigail per aiutarla a tornare insieme al figlio. Un influencer sta catturando l'essenza di Middleton ma si blocca il Wi-Fi così sarà costretta a godersi ciò che ha intorno. Cassie regala a Joy una collana di perle di famiglia. Adam è preoccupato che la sua mano potrebbe non ritornare come prima. Martha e Stephanie sono in disaccordo sugli statuti che Martha aveva applicato. La ricreazione del tableau ha rivelato un atto lasciato da Priscilla che aggiunge un altro indizio alla maledizione.
- Ascolti Italia: telespettatori 332.000 – share 2,30%[9]

## La ricetta
- Titolo originale: The Chocolates
- Diretto da: Alison Reid
- Scritto da: Darin Goldberg

### Trama
Le cugine evitano di usare la ricetta di famiglia per i cioccolatini della verità in un prossimo festival del cioccolato. L'ex socio di Joy arriva per sciogliere la loro società in comune e Joy vuole usare i cioccolatini per apprenderne il motivo. Grazie a Cassie le due si chiariscono e decidono di riavviare la partnership. Abigail e Donovan continuano a restare separati. Questo porta anche un nuovo problema a Middleton, quando l'ex fidanzato di Abigail arriva per ricordarle il loro patto di sposarsi dopo essersi lasciato con la sua ex fidanzata. Sam incontra il suo nuovo capo, Grant Collins, e iniziano ad avere divergenze su come gestire l'ospedale. Martha è invogliata da George a unirsi alla sua squadra di bowling ma non è sicura di poter ancora giocare una partita perfetta. Adam riflette sull'assunzione di un incarico da missionario, che potrebbe allontanarlo da Stephanie. Durante la notte dei quiz, Donovan capisce che una banderuola a casa Connelly nasconde la seconda parte del cifrario. Questo porta a decifrare il messaggio nascosto per intero, ovvero: "Nascosto in bella vista".
- Ascolti Italia: telespettatori 371.000 – share 2,40%[10]

## Il loft
- Titolo originale: The Loft
- Diretto da: Jonathan Wright
- Scritto da: Vincent Pagano

### Trama
Un regalo della sua defunta maestra Olympia ispira Cassie a portare Abigail, Joy, Martha, Stephanie e Donna in un viaggio a Chicago. Cassie sorprende i suoi cugini durante una cerimonia in cui Olympia era una Connelly, scioccando Abigail. Stephanie e Martha rintracciano un negozio pop-up per incontrare uno chef. Donna cerca di conquistare Joy e Abigail, ma il suo comportamento e il suo atteggiamento stanno rendendo la loro collaborazione più difficile. Il regalo che Cassie ha portato con sé per il viaggio è stato quello di aiutare le donne a rivelare i loro sentimenti l'una per l'altra e a rendersi conto di quanto significano l'una per l'altra. Grant sta rendendo le cose più difficili per Sam per il suo impegno per l'ospedale, e anche per Adam, che viene improvvisamente licenziato. Quando Adam riceve e accetta una nuova offerta di lavoro, lui e Sam si uniscono alle signore a Chicago per dare la notizia a Stephanie, mentre Joy e Donna incontrano lo chef sfuggente grazie a uno scambio di bagagli.
- Ascolti Italia: telespettatori 330.000 – share 2,40%[11]

## La colomba
- Titolo originale: The Bird
- Diretto da: Jonathan Wright
- Scritto da: Darin Goldberg

### Trama
Mentre il rubino mostra sempre più crepe, i Merriwick, insieme a Martha, Sam e Donovan, si affrettano a mettere insieme gli indizi. Le risposte vengono rivelate durante la festa di inaugurazione di Martha presso l'ex palazzo dei Davenport, nonostante la riluttanza di Abigail a partecipare alla cerimonia. Donna offre a Joy un lavoro di ristrutturazione nel Vermont, ma Joy non è sicura di voler andare. Grant chiede a Sam di usare i suoi giorni di vacanza per passare del tempo con Cassie. La lunga distanza tra Adam e Stephanie sta mettendo a dura prova la loro relazione. Più tardi la sera, il suddetto sestetto scopre la risposta nel tableau, che li porta a una colomba di porcellana che Joy rompe con la roccia cristallina di Olympia, rivelando un diamante che era il pezzo mancante nel carillon. Quando viene posizionato all'interno della scatola, compare un anello di fidanzamento, che Donovan usa per proporsi ad Abigail, spezzando così la maledizione. Una borsa viola con dentro della terra viene misteriosamente inviata a Cassie, Abigail e Joy, creando un nuovo mistero che attende le cugine.
- Ascolti Italia: telespettatori 345.000 – share 2,60%[12]